# Teddi King
Theodora King (Revere, 18 september 1929 - 18 november 1977) was een Amerikaanse jazz- en popzangeres.

## Carrière
King begon haar muzikale loopbaan tijdens de late jaren 1940 aan het einde van het bigband-tijdperk met plaatselijke bands als Ray Dorey en Nat Pierce. George Shearing herkende haar potentieel en nam haar enkele jaren mee op tournees, bleef haar ook verdere jaren trouw en maakte met haar opnamen. George Wein werd haar manager en King nam een reeks albums op voor Storyville Records, voordat ze een contract tekende bij het grote RCA Victor. Haar eerste album was Bidin' my Time. Met het nummer Mr. Wonderful had ze in 1956 een hit. Haar contract bij RCA Victor eindigde in 1958. Daarna ontstond een album bij Coral Records, waarbij ze werd begeleid door onder andere Jimmy Cleveland en Charlie Shavers. Het was het door critici geprezen album All the Kings' Songs, waarin ze de songs van eigentijdse zangers als Frank Sinatra en Nat King Cole vertolkt. In 1960 werd ze door de band van Al Cohn begeleid bij het album Bidin' my Time. Men probeerde echter om haar als popzangeres op de markt te brengen, waarna ze besloot om niet meer te werken voor grote labels.
Vanaf 1962 zong ze exclusief voor de Playboy Club in New York. Tot 1970 ontstonden kleine plaatopnamen en er waren geen verdere live-, tv- en radio-optredens. Na beëindiging van haar contract met Playboy werd ze ziek en kreeg ze lupus erythematodes, een verzwakking van haar immuunsysteem. Desondanks had ze met een album met Dave McKenna in 1977 een kortdurende comeback, twee verdere albums verschenen postuum. Toen een enthousiaste fan, die aan meningitis leed, haar na afloop van een concert in North Carolina een kus gaf, overleed ze twee dagen later. 
Ze zong in een swingende stijl, net als de zangeressen Lee Wiley, Helen Ward, Maxine Sullivan, Mildred Bailey en Mabel Mercer. King stond tijdens haar carrière niet zo in de schijnwerpers als haar tijdgenoten en collega's Carmen McRae en Anita O'Day. Ze genoot echter groot respect bij haar muziekcollega's.

## Overlijden
Teddi King overleed in november 1977 op 48-jarige leeftijd.

## Discografie
- 1954: Storyville Presents Teddi King (Storyville)
- 1955: Now in Vogue (Storyville)
- 1956: Bidin' My Time (RCA Records)
- 1957: A Girl and Her Songs (RCA Records)
- 1957: To You From Teddi King (RCA Records)
- 1959: All the King's Songs (Coral/M&M)
- 1960: Teddi King with Al Cohn and his Orchestra: Bidin' My Time (RCA Records/Fresh Sound Records) met Hal McKusick, Gene Quill, Hank Jones, Freddie Green, Osie Johnson
- 1977: This is New (Inner City)
- 1978: Lovers and Losers (Audiophile)
- 1979: Someone to Light Up Your Life (Audiophile)
- 2000: In the Beginning, 1949-1954 (compilatie, Baldwin Street Music)

- Biblioteca Nacional de España: XX1554532
- Bibliothèque nationale de France: cb17032236s (data)
- International Standard Name Identifier: 0000 0000 6117 8508
- Library of Congress Control Number: n94069961
- Nationale Bibliotheek van Letland: 000068399
- MusicBrainz: 824b030f-b474-446b-9a40-317101fde1a9
- Nederlandse Thesaurus van Auteursnamen: 098555162
- SNAC: w6bm4cvd
- Virtual International Authority File: 87282100
- WorldCat: E39PBJkT6P7YGxfHhWWXg3fXh3